# Главполитпросвет
Гла́вный поли́тико-просвети́тельный комите́т Наркомпроса РСФСР (Главполитпросвет Наркомпроса РСФСР) — орган государственной власти, входивший на правах Главного управления в состав Наркомпроса РСФСР. 

## История
Был учреждён декретом Совнаркома 12 ноября 1920 года, на основе внешкольного отдела Наркомпроса.
Задачей Главполитпросвета было руководство политической, просветительской и агитационно-пропагандистской работы в духе идеалов Коммунистической партии. В ведении Главполитпросвета находились избы-читальни, клубы, библиотеки, школы для взрослых, советско-партийные школы, коммунистические университеты и пр.
Председателем Главполитпросвета в течение всего времени его работы была Н. К. Крупская.
В июне 1930 года Главполитпросвет был реорганизован в сектор массовой работы Народного комиссариата просвещения РСФСР.